# Bunomys karokophilus
Bunomys karokophilus (Musser, 2014) è un roditore della famiglia dei Muridi endemico di Sulawesi.

## Descrizione

### Dimensioni
Roditore di medie dimensioni, con la lunghezza della testa e del corpo tra 155 e 190 mm, la lunghezza della coda tra 150 e 205 mm, la lunghezza del piede tra 36 e 42 mm, la lunghezza delle orecchie tra 22 e 25 mm e un peso fino a 175 g.

### Aspetto
La pelliccia è lunga, liscia e soffice. Le parti dorsali sono grigio scure con dei riflessi giallognoli, mentre le parti inferiori variano dal bianco-grigiastro scuro al grigio scuro. Il muso è relativamente corto. Le orecchie sono relativamente corte, marroni scure e lievemente cosparse di piccoli peli. Il dorso delle zampe varia dal grigio scuro al grigio-brunastro con le dita rosate. La coda è leggermente più corta della testa e del corpo, grigio-brunastra sopra, la parte ventrale e l'estremità bianche. Il cariotipo è 2n=42 FNa=56.

## Biologia

### Comportamento
È una specie terricola.

### Alimentazione
Si nutre di funghi, frutta, particolarmente di varietà native di ficus e di insetti.

## Distribuzione e habitat
Questa specie è diffusa nella parte centrale dell'isola indonesiana di Sulawesi.
Vive nelle foreste tropicali di pianura tra 823 e 1.150 metri di altitudine.

## Conservazione
Questa specie, essendo stata scoperta solo recentemente, non è stata sottoposta ancora a nessun criterio di conservazione.